# Eduard Kaltenberger
Eduard Kaltenberger es un deportista alemán que compitió para la RFA en bobsleigh. Ganó una medalla de plata en el Campeonato Mundial de Bobsleigh de 1958, en la prueba cuádruple.

## Palmarés internacional
| Campeonato Mundial | Campeonato Mundial           | Campeonato Mundial | Campeonato Mundial |
| Año                | Lugar                        | Medalla            | Prueba             |
| ------------------ | ---------------------------- | ------------------ | ------------------ |
| 1958               | Garmisch-Partenkirchen (RFA) | Medalla de plata   | Cuádruple          |